# 博愛特區

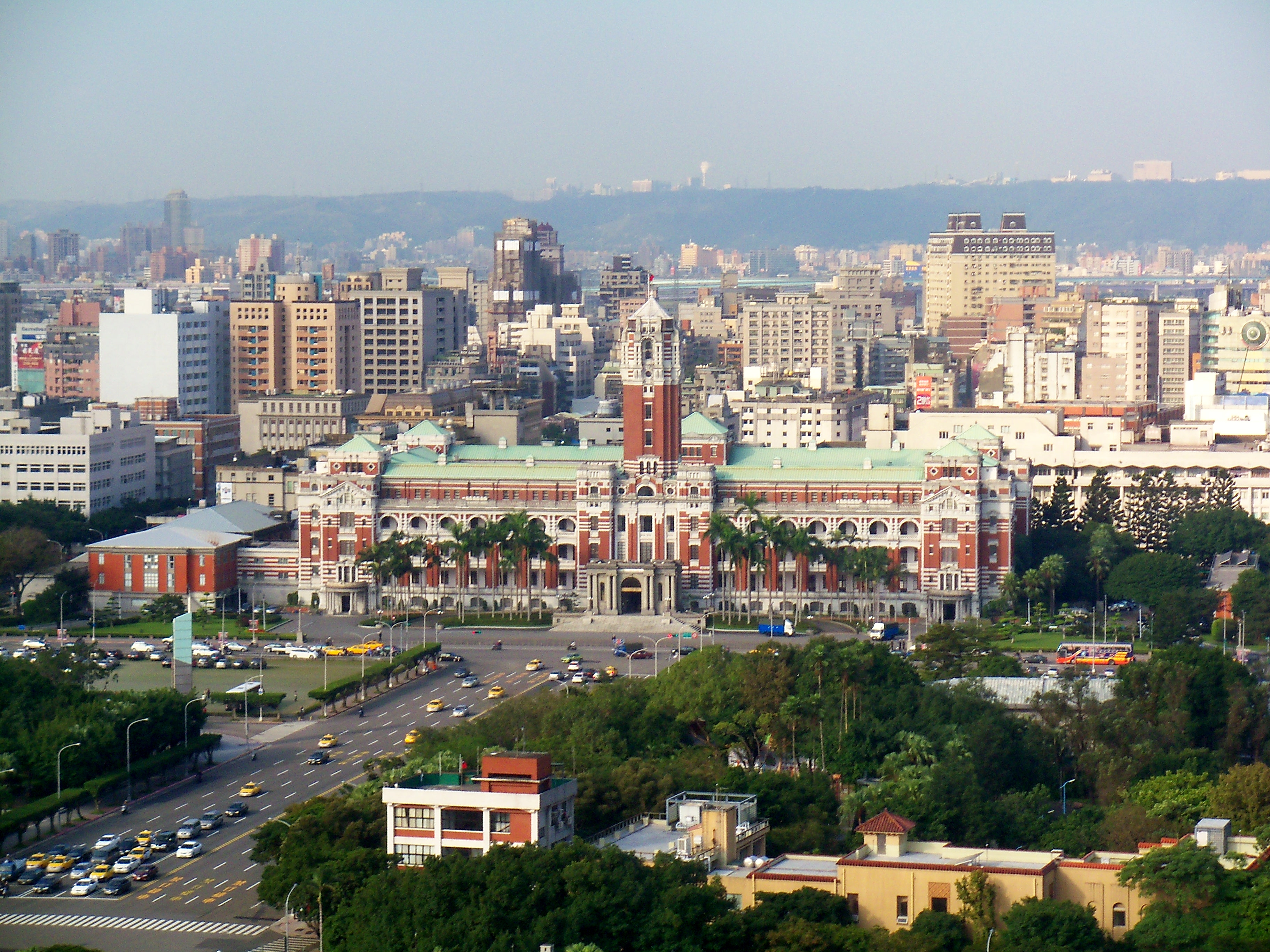
博愛特區範圍以總統府為中心點

博愛特區是指臺灣臺北市中正區內以總統府為中心所劃定的一塊區域。現今中華民國政府重要機關多位於此區域。

## 概要
博愛特區之所在地為臺灣清治時期末期所建之臺北城城廓南側，當時做為臺北府之行政中心，行政劃分為臺北城內。而主要之現代化建設則自台灣日治時期開始，1919年臺灣總督府於此地啟用新廳舍，此後許多機關亦在附近建立其廳舍，此地遂成為臺灣的政治中樞。臺灣在第二次世界大戰後交還給中華民國；而隨後中華民國政府遷臺，多數中央政府機關進駐臺北市內的原日本官廳建築。政府遷臺後，原臺灣總督府廳舍被改做為中華民國總統辦公地，此地延續政治中樞之地位。為適應政府遷臺後之政治軍事需要，自臺灣戒嚴時期起國防部此地畫定為軍事管制區，命名為「臺北市博愛警備管制區」，以衛戍總統府等中樞官廳。
博愛特區並非官方行政區劃，是國防部、內政部依據《國家安全法》所公告的軍事管制區。同時也是臺北市區內的限航區之一。博愛特區的範圍大致為延平南路以東、公園路以西、常德街、襄陽路、寶慶路連線以南、愛國西路以北。為臺北城內的南半部。
| 現今中華民國行政區劃                  | 對應原臺灣日治時期行政區劃                 |
| ------------------------------------- | ------------------------------------------ |
| 臺北市中正區                          | 臺北州臺北市                               |
| - 建國里（大部份） - 黎明里（西南角） | - 文武町（大部份） - 書院町 - 榮町（南側） |

2009年，博愛特區附近興建的限高樓層住宅「元大一品苑」，有影響總統府安全之虞，故中央政府內部曾有重新劃定、並擴大博愛特區範圍的計畫（計畫範圍為中華路以東、中山南路與羅斯福路連線以西、忠孝西路以南、南海路和和平西路二段連線以北），但中央政府於同年9月30日將計畫撤回。

## 區內設施
博愛特區兼具區域歷史中心與國家政治中樞之雙重地位，區內中央政府機關與古蹟林立。其核心兩建築物皆為中華民國中央政府官廳且登錄為國定古蹟。

### 中央政府機關並為國定古蹟
| 名稱 | 總統府                                                                   | 司法大廈                                                                           |
| 照片 |                                                                          |                                                                                    |
| 機關 | - 中華民國總統、副總統之辦公場所 - 總統府（總統幕僚機關） - 國家安全會議 | - 司法院 - 憲法法庭 - 懲戒法院 - 臺灣高等法院（院本部） - 臺灣高等檢察署（署本部） |
| 原為 | - 臺灣總督府（臺灣總督之辦公場所）                                       | - 臺灣總督府高等法院 - 臺北地方法院                                                |

### 其他中央政府機關
- 國史館（直轄市定古蹟，原為臺灣總督府交通局遞信部舊址）
- 國防部全民防衛動員署後備指揮部（直轄市定古蹟，原為臺灣軍司令部舊址）
- 交通部中央氣象署（原為臺灣總督府氣象臺舊址）
- 中華民國外交部
- 中華民國法務部
- 中華民國國家發展委員會
- 中華民國最高法院
- 懲戒法院
- 憲法法庭
- 中華民國最高行政法院
- 中華民國最高檢察署
- 臺灣高等法院
- 臺灣高等檢察署
- 臺灣臺北地方法院
- 臺灣臺北地方檢察署

### 其他古蹟

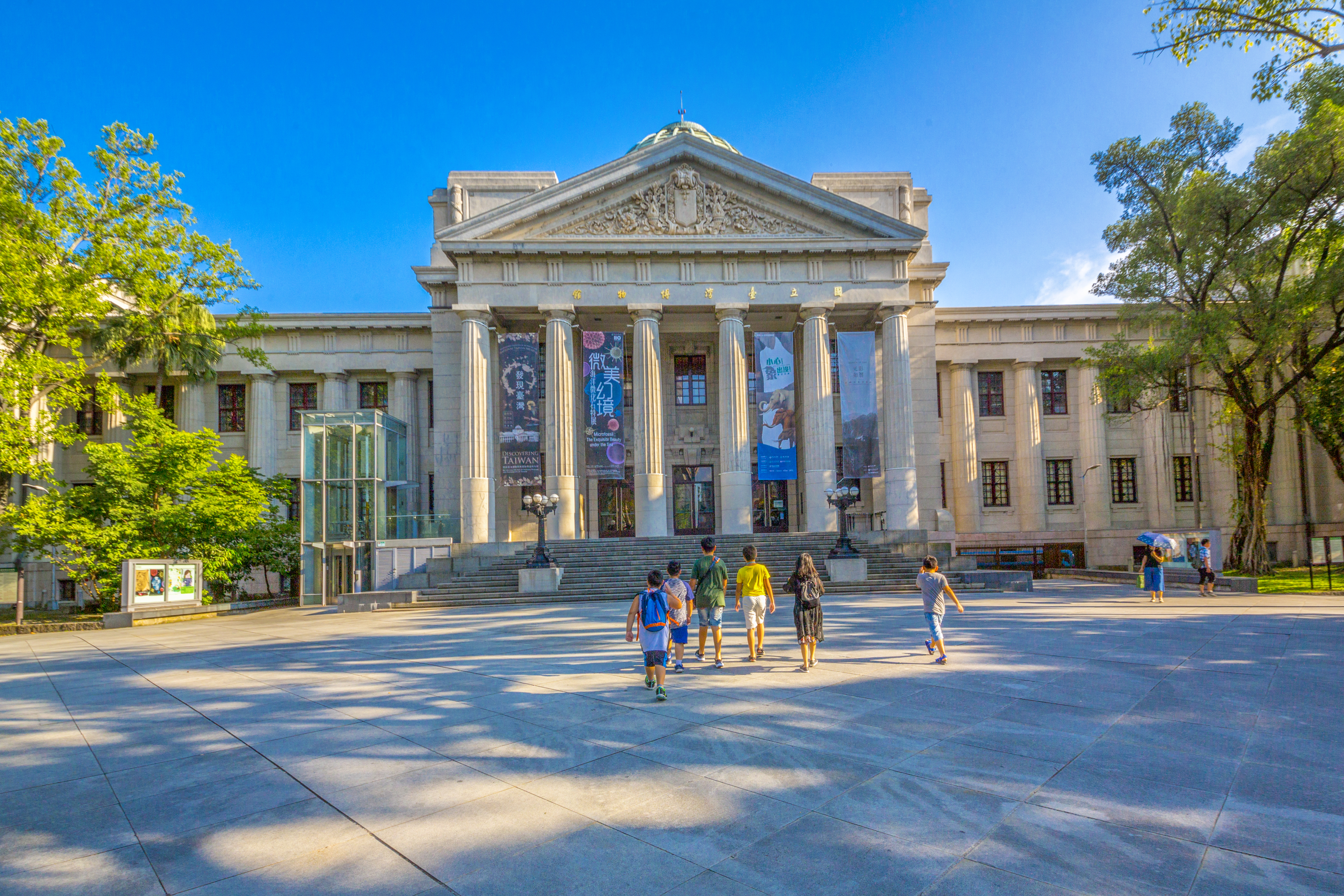
國立臺灣博物館（原臺灣總督府博物館）

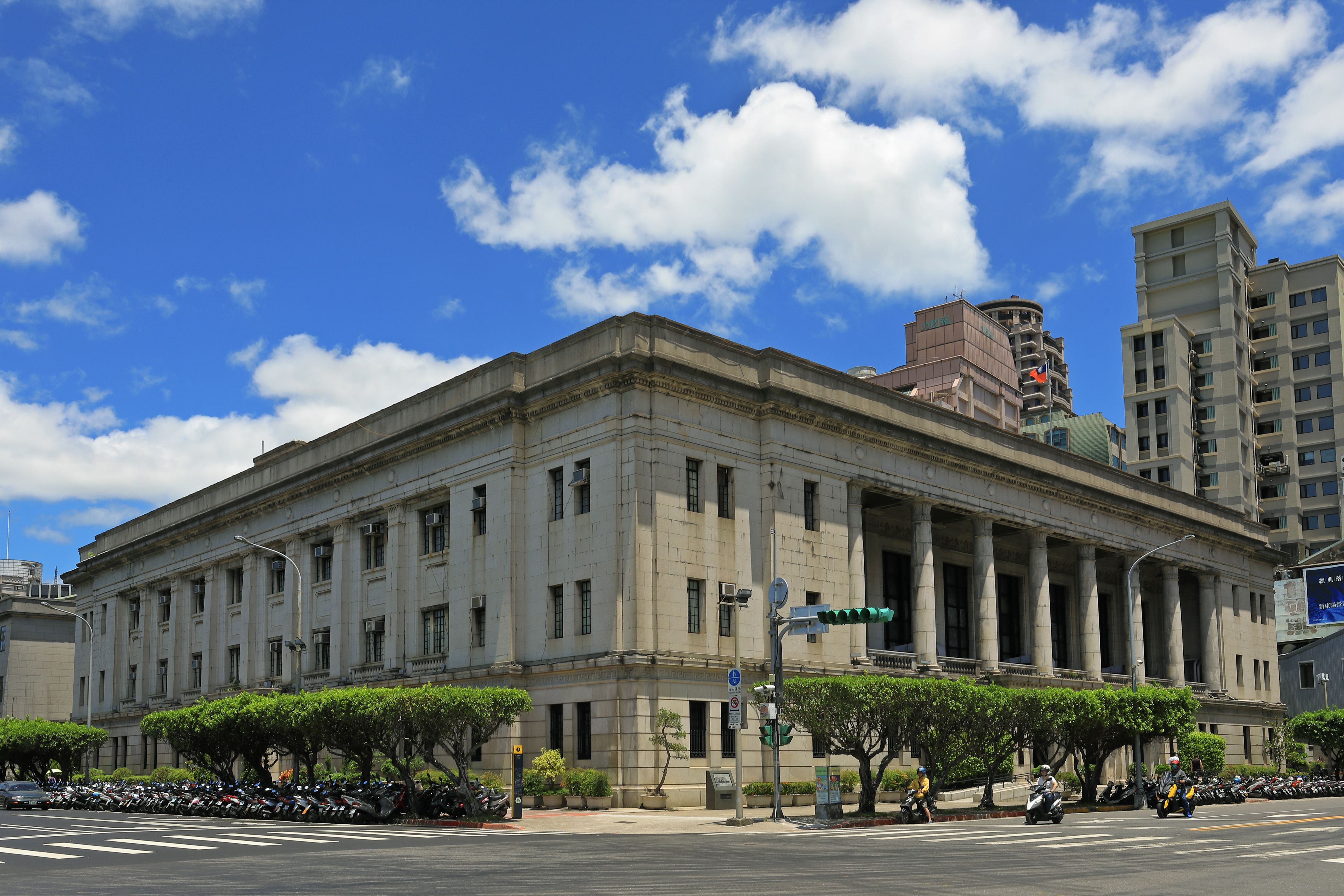
臺灣銀行

- 臺北府城城門 － 南門／麗正門、小南門／重熙門（國定古蹟，位於愛國西路路中）
- 國立臺灣博物館（國定古蹟，原為臺灣總督府博物館）
- 國立臺灣博物館土銀展示館（直轄市定古蹟，原為勸業銀行舊廈）
- 臺北市立第一女子高級中學（直轄市定古蹟，原為臺北州立臺北第一高等女學校）
- 臺灣銀行總行大廈（直轄市定古蹟）
- 臺灣銀行文物館（直轄市定古蹟，原為帝國生命保險臺北支店）
- 中華電信博愛服務中心（直轄市定古蹟，原為臺灣總督府電話交換局）
- 臺灣電力株式會社社長宿舍（直轄市定古蹟）
- 臺北二二八紀念館（直轄市定古蹟，原為臺北放送局演奏所，位於二二八和平紀念公園內）
- 臺灣廣播電臺放送亭（直轄市定古蹟，位於二二八和平紀念公園內）
- 急公好義坊（直轄市定古蹟，位於二二八和平紀念公園內）
- 黃氏節孝坊（直轄市定古蹟，位於二二八和平紀念公園內）

### 學校
- 臺北市立大學（原為臺灣總督府臺北師範學校）
- 中國文化大學大新館─法學院及推廣教育部
- 東吳大學城中校區
- 臺北市立第一女子高級中學（直轄市定古蹟，原為臺北州立臺北第一高等女學校）

### 公園
- 二二八和平紀念公園（原為臺北新公園）
- 介壽公園

## 管制措施

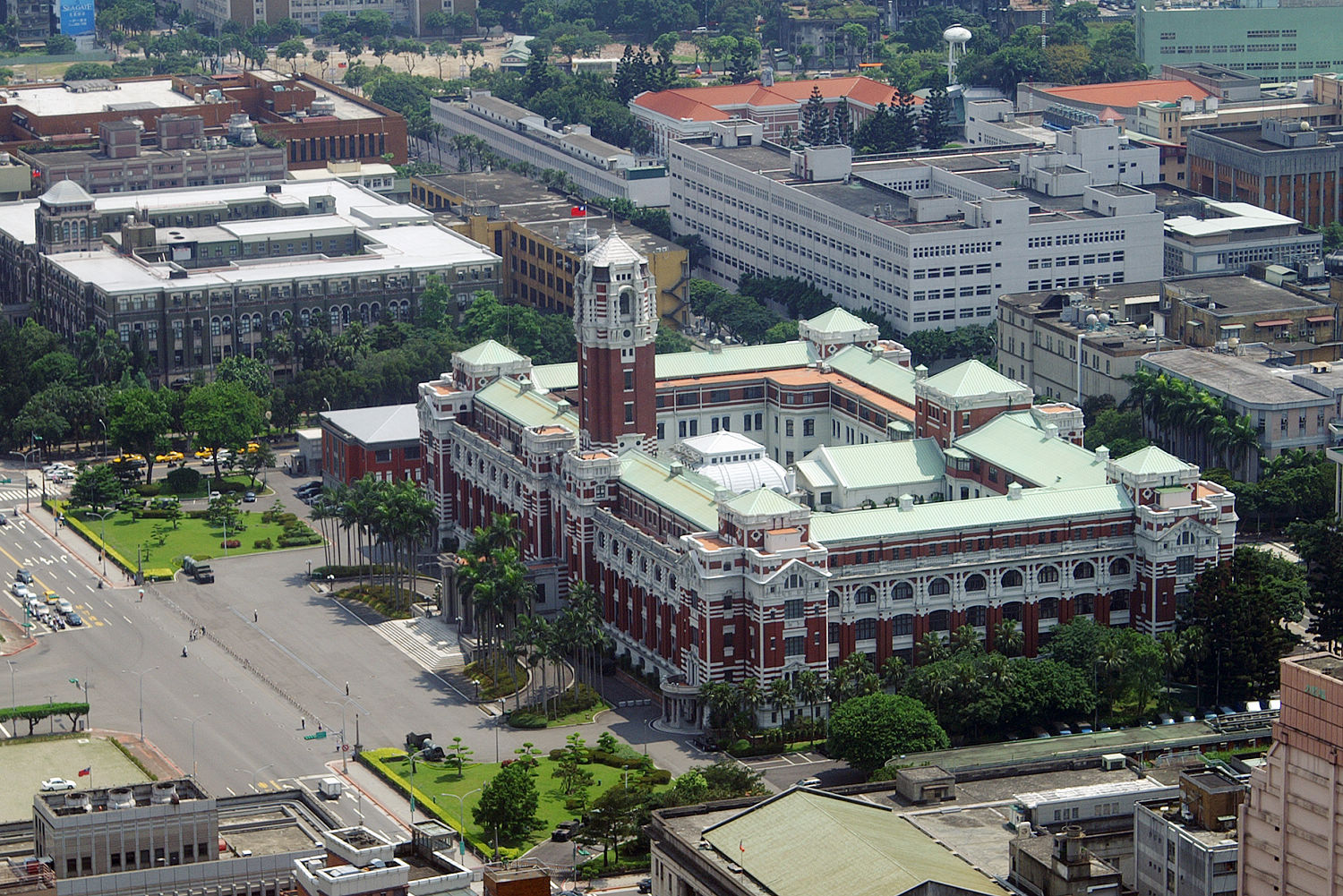
總統府廳舍與周圍官舍

為了確保總統府的安全，中央政府對於博愛特區有幾項管制措施：
- 劃定博愛特區上空為禁航區，以總統府為中心點，周邊四個地標點（臺北車站、中興橋頭、臺北植物園、中正紀念堂）所圍成的區域，除了特別申請許可外，任何航空器均禁止飛入及經過。[4]
- 除了公家機關及學校，限制新設其他性質之建築物。
- 新建築物高度不得超過24公尺。
- 面向總統府的建築物，除非有其他建築物擋住，否則不得設置一般用途門窗，只可設消防安全用途的安全門窗，大小不得超過1平方米，玻璃必須為壓花毛玻璃。

## 外部連結
- 海岸、山地及重要軍事設施管制區與禁建、限建範圍劃定、公告及管制作業規定 - 內政部營建署（繁體中文）
- 博愛特區範圍示意圖 - Google Map（繁體中文）